# Karl Lönneker
Karl Lönneker (* 29. Juli 1887 in Stadtoldendorf; † 28. Juni 1942 in Berlin) war ein deutscher SA-Führer und Politiker.

## Leben und Wirken
Lönneker geriet im September 1914, wenige Wochen nach Beginn des Ersten Weltkrieges, in französische Kriegsgefangenschaft, in der er bis 1919 verblieb. Die Verlustlisten des Ersten Weltkrieges verzeichnen allerdings eine Verletzung von Lönneker im Juli 1918.
Zum 1. August 1930 trat Lönneker in die NSDAP ein (Mitgliedsnummer 278.434). Bald danach, am 15. Oktober 1930, trat er auch in die Sturmabteilung (SA) – die Privatarmee der NS-Bewegung – ein, in der er bald zu einer der Führungsfiguren der SA-Gruppe Berlin-Brandenburg aufstieg: Spätestens 1933 hatte Lönneker den Rang eines SA-Standartenführers, womit er zu den zwölf ranghöchsten Mitgliedern dieser mehr als 200.000 Personen umfassenden SA-Gruppe gehörte. Am 20. April 1934 wurde Lönneker zum SA-Oberführer befördert, womit in Berlin nur noch die Gruppenführer Karl Ernst und August Wilhelm von Preußen über ihm standen, während die SA-Führer Richard Fiedler und Wilhelm Sander ihm gleichgestellt waren. Lönnekers Hochzeit im November 1933, bei der Ernst als Trauzeuge auftrat, geriet dementsprechend zu einem Großereignis, an dem unter anderem der Berliner Polizeipräsident Magnus von Levetzow sowie der Stellvertreter Heinrich Himmlers teilnahmen.
Nach der Röhm-Affäre vom Frühsommer 1934 wurde Lönneker mehrfach fälschlich als ermordet gemeldet. Allerdings wurde Lönneker nicht umgebracht, sondern behielt auch seinen Rang als Oberführer bei. Später wurde er noch Stadtrat von Wilmersdorf. Außerdem war er bis zu seinem Tod – Lönneker starb 1942 an Darmkrebs – ehrenamtliches Mitglied des Volksgerichtshofes, eine Funktion, in der ihm Hans von Helms nachfolgte.